# Saro Cloud
O Saro Cloud foi um hidroavião de passageiros britânico designado e produzido pela Saunders-Roe como o A.19 e mais tarde construído como A.29 para a Força Aérea Real como treinador de pilotos e navegadores.

## Variantes
- A.19/1
- A.19/2
- A.19/3
- A.19/4
- A.19/5
- A.29
- Monospar ST-8

## Operadores

### Civis
- Checoslováquia
  - Linha Aérea Estatal da Checoslováquia
- Reino Unido
  - British Flying Boats
  - Guernsey Airways
  - Imperial Airways
  - Jersey Airways
  - Spartan Air Lines

### Militares
- Força Aérea Real
  - 48º Esquadrão da RAF, RAF Manston
  - 9º Elementary and Reserve Flying Training School, (RAF Ansty)
  - Escola de Observadores Aéreos
  - Escola de Pilotagem Aérea, (RAF Andover)
  - Escola de Cooperação Naval, (RAF Calshot)
  - Escola de Treinamento em Hidroavião, (RAF Calshot)